# Еремеева, Сабина Рахимовна
Саби́на Рахи́мовна Ереме́ева (род. 5 июня 1972, Баку) — российский продюсер кино и телевидения, член Европейской киноакадемии, член Экспертного совета по игровому кино Министерства культуры РФ, генеральный директор кинокомпании "Студия «СЛОН». Продюсировала фильмы-участники Каннского, Венецианского, Берлинского и других кинофестивалей, а также первые полнометражные работы таких режиссёров, как Анна Меликян и Александр Горчилин.

## Биография
В 1995 году закончила экономический факультет Всероссийского государственного института кинематографии (ВГИК). Свою карьеру начинала ещё в институте в качестве генерального директора Кинофестиваля студенческих и дебютных фильмов «Святая Анна». Затем — директором Фестиваля российского кино «Независимая война» в Нью-Йорке, Вашингтоне и Филадельфии. В качестве продюсера проекта «Короткий метр» занималась выпуском киноальманаха лучших российских короткометражных фильмов, возглавляла «Молодежный форум» Московского международного кинофестиваля. В 2001 году основала собственную кинокомпанию "Студия «СЛОН», генеральным директором которой является по настоящее время.

## Работы в кино
Первым продюсерским проектом Сабины Еремеевой стала дебютная работа режиссёра Александра Велединского «Ты да я, да мы с тобой», мировая премьера которой состоялась в программе «Особый взгляд» Международного кинофестиваля в Каннах в 2001 году.
В 2003 году «Студия СЛОН» запускает в производство новую работу — дебютный фильм режиссёра Анны Меликян «Марс». Международный показ картины прошел в программе «Панорама» Берлинского международного кинофестиваля в 2004 году.
В следующем году выходит фильм «Манга» Петра Хазизова. Необычный эксперимент в стиле аниме стал первой отечественной картиной, за прокат которой взялось представительство «Buena Vista International» и «Columbia Pictures» в России.
В 2006 году в российский прокат вышла комедия "Никто не знает про секс Алексея Гордеева.
В 2007 году следующий проект — фильм «Путешествие с домашними животными» Веры Сторожевой — получил главный приз «Золотой Святой Георгий» XXIX Московского международного кинофестиваля. Впоследствии фильм был номинирован в нескольких категория на премии обеих российских киноакадемий — «Ника» и «Золотой орел».
Для киноальманаха «Короткое замыкание» Сабине Еремеевой удалось объединить пятерых молодых режиссёров — Бориса Хлебникова, Ивана Вырыпаева, Петра Буслова, Алексея Германа-младшего и Кирилла Серебренникова. Все они работали параллельно, а материал
организовался в единое целое уже на монтаже. Международная премьера «Короткого замыкания» состоялась в 2009 году в программе «Горизонты» Венецианского международного кинофестиваля. В России фильм был показан на открытии 20-го кинофестиваля «Кинотавр» в Сочи.
В 2010 году новый проект продюсера, фильм Светланы Проскуриной «Перемирие», завоёвывает Главный приз «Кинотавра». Позже картина была представлена на нескольких российских и международных кинофестивалях.
Одной из самых заметных продюсерских работ Сабины Еремеевой стал фильм «Измена» Кирилла Серебренникова, в котором в качестве актрисы дебютировала солистка поп-группы «ВИА Гра» Альбина Джанабаева. Премьера картины состоялась осенью 2012 года на Международном кинофестивале в Венеции. Картина также была отмечена призами на кинофестивалях в Абу-Даби, Таллинне и других.
В 2014 году "Студия «СЛОН» объявила о запуске своего нового проекта — фильма «Чайковский» Кирилла Серебренникова по сценарию Юрия Арабова. Проект привлёк большое внимание прессы и киноиндустрии, однако на данный момент так и не был осуществлён.
В 2015 году началась работа над фильмом под рабочим названием «Чужой» режиссёра Павла Чухрая. Съемки проходили в Литве, Эстонии и России. Картина вышла в широкий прокат в 2017 году под названием «Холодное танго» и была номинирована на премию «Ника» как Лучший игровой фильм.
В 2016 году Сабина Еремеева предлагает актёру «Гоголь-центра» Александру Горчилину снять свой полнометражный дебют в режиссуре. К работе привлекают сценариста и драматурга Валерия Печейкина, так появляется фильм «Кислота». В 2018 году картина получила Приз за лучший дебют на «Кинотавре», вышла в российский прокат. В феврале 2019 года состоялась международная премьера фильма в программе «Панорама» Берлинского международного кинофестиваля.
Весной 2019 года была завершена работа над новым проектом продюсера — фильмом «Воскресенье» Светланы Проскуриной. Картина была отобрана в основную конкурсную программу XXXXI-го Московского международного кинофестиваля. Следующей работой стал проект «Кто-нибудь видел мою девчонку?» режиссёра Ангелины Никоновой по книге Карины Добротворской, который Сабина Еремеева представила на защите проектов в области игрового кино в Министерстве культуры в мае 2018 года. Съёмки фильма начались 12 апреля 2019 года. Главные роли в фильме исполнили Анна Чиповская и Александр Горчилин.
В 2022 году в рамках фестиваля «Окно в Европу» состоялась премьера совместной работа Сабины и режиссёра Михаила Брашинского «Волны». Фильм получил приз президента фестиваля. Картина также вошла в конкурсную программу первого открытого российского кинофестиваля авторского кино «Зимний», проходившего в декабре 2022 года в Москве.
Сабина также работала над несколькими телевизионными проектами: фильмом «Француз» (режиссёр Вера Сторожева, номинация на премию Российской академии кинематографических искусств «Золотой орел») и сериалами «Я вернусь» (режиссёр Елена Немых, номинация на премию Российской академии кинематографических искусств «Золотой орел») и «Пандора» (режиссёр Дмитрий Петрунь) для Первого канала, фильмом «Чужая мать» (режиссёр Денис Родимин) для РЕН-ТВ и документальным фильмом к юбилею художника Юрия Купера «Одиночный забег на время» (режиссёр Светлана Проскурина) для телеканала «Культура».

## Фильмография (в качестве продюсера)
| Год  | Название                          | Режиссёр                                                           | Кинофестивали и кинопремии |
| ---- | --------------------------------- | ------------------------------------------------------------------ | --- |
| 2001 | Ты да я, да мы с тобой            | А. Велединский                                                     | • 54-й Каннский кинофестиваль, программа «Особый взгляд» • 35-й МКФ EXPO в Нью-Йорке — Приз за лучший дебют • «Киношок» — Лучший короткометражный фильм, Приз Гильдии киноведов и кинокритиков |
| 2002 | Виллисы                           | Н. Эген                                                            | • IV фестиваль телевизионного художественного кино «Сполохи» — Лучшая актриса |
| 2004 | Француз                           | В. Сторожева                                                       | • Национальная кинопремия «Золотой орёл» — номинация Лучший мини-сериал |
| 2004 | Марс                              | А. Меликян                                                         | • 55-й Берлинский международный кинофестиваль, программа «Панорама» • «Киношок» — Приз Жюри кинопродюсеров Лучшему полнометражному фильму • Международный кинофестиваль «Молодость» • Международный кинофестиваль восточноевропейского кино в Висбадене «Go East» — Специальное упоминание жюри |
| 2005 | Манга                             | П. Хазизов                                                         | • NY Independent Film and Video Festival — Приз за лучший иностранный фильм • Trieste Science+Fiction Festival — Главный приз и Премия Астероид за лучший фильм • Международный кинофестиваль в Роттердаме |
| 2006 | Никто не знает про секс           | А. Гордеев                                                         | |
| 2007 | Путешествие с домашними животными | В. Сторожева                                                       | • XXIX Московский международный кинофестиваль — «Золотой Святой Георгий» • Национальная кинопремия «Золотой орёл» — номинации Лучший игровой фильм, Лучший сценарий, Лучшая женская роль в кино, Лучшая мужская роль второго плана, Лучшая операторская работа, Лучшая работа звукорежиссёра • Национальная кинопремия «Ника» — номинации Лучший игровой фильм, Лучшая актриса, Лучшая работа оператора, Лучшая работа звукорежиссёра |
| 2008 | Я вернусь                         | Е. Немых                                                           | • Национальная кинопремия «Золотой орёл» — номинация Лучший телевизионный сериал |
| 2009 | Короткое замыкание                | П. Буслов И. Вырыпаев А. Герман-мл. К. Серебренников Б. Хлебнников | • 66-й Венецианский кинофестиваль, программа «Горизонты» • фильм открытия кинофестиваля «Кинотавр» • Международный кинофестиваль «Молодость» • Международный кинофестиваль в Пусане • Международный кинофестиваль стран АТР «Меридианы Тихого» • Международный кинофестиваль им. Андрея Тарковского «Зеркало» |
| 2010 | Перемирие                         | С. Проскурина                                                      | • «Кинотавр» — Главный приз, Лучшая мужская роль • Международный кинофестиваль в Монреале • Международный кинофестиваль в Пусане • Международный кинофестиваль в Лондоне • Международный кинофестиваль «Молодость» • 26-й Международный кинофестиваль в Мюнхене • Международный кинофестиваль в Роттердаме |
| 2010 | Одиночный забег на время          | С. Проскурина                                                      | |
| 2011 | Пандора                           | Д. Петрунь                                                         | |
| 2011 | Чужая мать                        | Д. Родимин                                                         | • Казанский фестиваль Мусульманского кино — Приз за лучшую режиссуру • Кинофестиваль российского кино «Окно в Европу» в Выборге • Фестиваль отечественного кино «Московская премьера» — Приз за лучшую женскую роль |
| 2011 | БРАТиЯ                            | Д. Дюжев                                                           | • «Кинотавр» • Фестиваль авторского короткометражного кино «АРТкино» в Москве — Спецприз жюри • Международный кинофестиваль в Котбусе • Международный кинофестиваль им. А.Тарковского «Зеркало» в Иваново |
| 2012 | Измена                            | К. Серебренников                                                   | • 69-й Венецианский кинофестиваль, Основной конкурс • VI международный кинофестиваль в Абу-Даби — Лучшая женская роль • Таллинский кинофестиваль «Тёмные ночи» — Лучшая женская роль • Международный кинофестиваль восточноевропейского кино в Висбадене «Go East» • Международный кинофестиваль в Сиднее — Основной конкурс |
| 2014 | До свидания мама                  | С. Проскурина                                                      | • «Кинотавр» — Приз имени М.Таривердиева за лучшую музыку к фильму • XXXVI Московский международный кинофестиваль • Международный кинофестиваль стран АТР «Меридианы тихого» • «Киношок» |
| 2015 | Гость                             | Д. Родимин                                                         | • «Кинотавр» |
| 2017 | Холодное танго                    | П. Чухрай                                                          | • фильм открытия кинофестиваля «Кинотавр» • фильм закрытия Московского Еврейского Кинофестиваля • Международный кинофестиваль стран АТР «Меридианы тихого» |
| 2018 | Кислота                           | А. Горчилин                                                        | • «Кинотавр» — премия «Кинотавр. Дебют» • Премия Гильдии киноведов и кинокритиков России «Белый слон» — номинации Лучшая женская роль второго плана и Лучший фильм-дебют • 69-й Берлинский кинофестиваль, программа «Панорама» • Национальная кинопремия «Ника» — номинации Открытие года и Лучшая работа звукорежиссёра |
| 2019 | Воскресенье                       | С. Проскурина                                                      | • XXXXI Московский международный кинофестиваль — Основной конкурс • Национальная кинопремия «Ника» — номинации Лучшая мужская роль, Лучшая женская роль второго плана |
| 2020 | Кто-нибудь видел мою девчонку?    | А. Никонова                                                        | |
| 2022 | Волны                             | М. Брашинский                                                      | • XXX фестиваль российского кино «Окно в Европу» — приз президента фестиваля • Открытый российский кинофестиваль авторского кино «Зимний» |

## Кинонаграды
- 2004 — Номинация на премию Российской академии кинематографических искусств «Золотой орел» (Лучший телесериал, «Француз», реж. В.Сторожева)
- 2004 — Приз Жюри кинопродюсеров XIII Открытого фестиваля кино стран СНГ и Балтии «Киношок» (Лучший фильм, «Марс», реж. А.Меликян)[33]
- 2007 — «Золотой Святой Георгий» ММКФ (Лучший фильм, "Путешествие с домашними животными, реж. В.Сторожева)
- 2008 — Номинация на премию Российской академии кинематографических искусств «Золотой орел» (Лучший игровой фильм, «Путешествие с домашними животными», реж. В.Сторожева)
- 2008 — Номинация на премию Российской академии кинематографических искусств «Ника» (Лучший игровой фильм, «Путешествие с домашними животными», реж. В.Сторожева)
- 2010 — Номинация на премию Российской академии кинематографических искусств «Золотой орел» (Лучший телесериал «Я вернусь», реж. Е.Немых)
- 2010 — Главный приз ОРКФ «Кинотавр» в Сочи («Перемирие», реж. С.Проскурина)
- 2013 — Почетный приз за достижения в профессии Национального фестиваля дебютов «Движение»[34]
- 2017 — Номинация на премию Российской академии кинематографических искусств «Ника» (Лучший игровой фильм, «Холодное танго», реж. П.Чухрай)